# F5 Tower
La F5 Tower (anciennement connue sous les noms de The Mark et Fifth and Columbia Tower) est un gratte-ciel de 201 mètres construit en 2017 Seattle, Washington, aux États-Unis. 
La tour comprend 47 900 m2 d'espaces de bureaux entièrement loués par F5 Networks et un hôtel de luxe de 189 chambres exploité par Lotte Hotels & Resorts. L'hôtel, dont l'ouverture était initialement prévue en 2017 sous un autre opérateur, ouvre finalement ses portes en septembre 2020,. Édifiée pendant l'essor du secteur du bâtiment à Seattle, F5 Tower a été pendant une période le bâtiment en construction le plus cher de la ville. 
La tour est construite à côté de l'ancienne First Methodist Episcopal Church. Bien que l'aile réservée à l'enseignement ait été démolie pour faire de la place à la tour, le reste de l'ancien bâtiment de l'église a été préservé et a depuis été réaménagé en Daniels Recital Hall (aussi connu sous le nom de The Sanctuary).
Le bâtiment est acquis par le fonds d'investissement KKR en décembre 2019 pour un coût estimé à 440 millions de dollars.

## Historique
Les travaux d'étaiement et d'excavation commencent à l'été 2008, mais sont retardés par la crise économique. La construction reprend à l'été 2014. Pendant les travaux, des câbles et des mécanismes d'étayage provenant des travaux du Columbia Center, dans les années 1980, sont découverts et conduisent le promoteur, Daniels Real Estate, à intenter une action en justice en août 2015 contre les propriétaires du Columbia Center. Le gros œuvre est terminé en juillet 2016. La construction du bâtiment s'achève officiellement en mai 2017.

## Caractéristiques
La F5 Tower est conçue par le cabinet ZGF Architects avec des murs-rideaux angulaires en verre supposés imiter la silhouette de l'actrice Audrey Hepburn dans le film Diamants sur canapé. Elle mesure 200 mètres de haut et compte 44 étages, le dernier étage étant numéroté 48 en raison des numéros sautés. Les murs de verre du bâtiment sont conçus pour réguler la température et la consommation d'énergie en laissant passer certains rayons du soleil et en en réfléchissant d'autres. Le bâtiment utilise le même verre que le One World Trade Center à New York. Le bâtiment est doté d'un système d'escaliers internes qui favorise la marche plutôt que l'utilisation des ascenseurs, une particularité qui avait été demandée par F5 Networks. La société dispose de 59 salles de réunion et de 290 espaces de collaboration ainsi que de bureaux ouverts.
Afin d'atteindre le niveau or de la norme LEED, la tour est équipée d'un système de récupération des eaux de pluie, d'un mur végétal et de panneaux photovoltaïques sur le toit,.
Le bâtiment comprend 47 900 m2 d'espace de bureaux, loués pour 14 ans et demi ans à F5 Networks pour 360 millions de dollars. Les 13 étages inférieurs comprennent un hôtel de 189 chambres. Initialement, l'hôtel est conçu et meublé pour SLS Hotels, un opérateur de luxe, mais le contrat initial est résilié en 2017,. Lotte Hotels & Resorts, une chaîne d'hôtels de luxe sud-coréenne achète les droits de l'hôtel et de The Sanctuary en décembre 2019 pour 175 millions de dollars avec l'aide d'un financement de la banque Hana Financial Group, Lotte Hotel Seattle, le 31e emplacement de la société, ouvre en septembre 2020, avec 189 chambres sur 16 étages.

## Accidents
Le 17 septembre 2016, un ascenseur de chantier chute soudainement de plusieurs étages, blessant l'un des trois hommes qui se trouvaient à bord à ce moment-là. L'ascenseur extérieur se trouve quelque part entre le 33e et le 37e étage lorsque des vents violents font glisser un cordon d'alimentation qui s'est alors accroché à un filet de protection contre les chutes.
Le bâtiment est fermé à tous les travailleurs et visiteurs le 2 mars 2020 pour un nettoyage à grande échelle après qu'un employé de F5 ait été en contact avec une personne porteuse du COVID-19.